# Klanernas uppbrott
Klanernas uppbrott är del 9 i Robert Jordans fantasyserie Sagan om Drakens Återkomst (Wheel of Time). På engelska: The Fires of Heaven och den kom ut 1997. Den är översatt av Jan Risheden.
| Föregående bok: Tornets fall | Sagan om Drakens Återkomst | Nästa bok: Stormen vaknar |